# 蘇西·威爾斯
蘇西·薩默羅爾·威爾斯（英語 : Susan Summerall Wiles ，1957年5月14日—）是美國現任白宮幕僚長。川普在2024年美國總統選舉當選後，宣布任命她擔任第二次特朗普內閣的白宮幕僚長，是首位女性白宮幕僚長。

## 早年
蘇西·威爾斯生於美國紐澤西州，其父帕特·薩默羅爾曾任球員以及體育主播。他在馬里蘭大學獲得英語系文學學士學位。

## 事業
1975年，怀尔斯开始了她的政治生涯，她担任共和党联邦众议员杰克·肯普的助理。
1980年，她在罗纳德·里根的首次總統競選中擔任日程安排員，最終里根取得勝選成為總統。
1990年代，她擔任佛州市市長約翰·阿德里安·德萊尼的幕僚長，亦曾為佛州的聯邦眾議員蒂莉·福勒效力。
2004年至2009年，她擔任傑克孫維市市長約翰·佩頓的顧問。
2010年，她協助里克·斯科特競選佛羅里達州州長並取得勝選，促成競選之前與政治關聯性不大的商人當選州長而備受關注。
2016年，她負責唐納·川普在佛羅里達州的競選活動。
2018年，她協助羅恩·德桑蒂斯競選佛羅里達州州長並取得勝選。
2021年，她獲川普委任為拯救美國政治行動委員會首席執行官，其後亦擔任川普2024年總統競選活動共同經理；在川普第二次當選後，她被川普指定接任白宮幕僚長，成為首位擔任該職位的女性。